# 공화국의 위대한 군대

공화국의 위대한 군대(영어: Grand Army of the Republic)는 남북 전쟁 참전 군인들을 위한 군인 공제회이다. 이 공제회는 1886년 4월 6일에 벤저민 F. 스티븐슨에 의해 창립되었으며 1890년에 절정에 달했다.